# Frugivastodon cristatus
Il frugivastodonte (Frugivastodon cristatus) è un mammifero estinto, appartenente agli apatoteri. Visse nell'Eocene inferiore (circa 55 - 50 milioni di anni fa) e i suoi resti fossili sono stati ritrovati in India.

## Descrizione
Questo animale è noto per resti molto incompleti della dentatura e delle mascelle, ma dal raffronto con generi simili meglio conosciuti (ad esempio Apatemys, Heterohyus e Labidolemur) si suppone che fosse vagamente simile a uno scoiattolo. Frugivastodon era caratterizzato da una morfologia dentaria differente da quella di altri apatoteri, in particolare per i molari inferiori allungati mesiodistalmente, per un terzo molare inferiore ridotto, per un piccolo ipocono sui molari superiori e per il primo molare superiore trasversalmente più largo rispetto a quello degli altri apatoteri. 

## Classificazione
Frugivastodon è un membro degli apatoteri, un gruppo enigmatico di mammiferi simili a insettivori o roditori ma dalle parentele non ben definite. All'interno del gruppo, sembra che Frugivastodon fosse parte di un clade comprendente anche l'americano Aethomylus originatosi alla fine del Paleocene o all'inizio dell'Eocene. Un'analisi paleobiogeografica suggerisce che Frugivastodon si sia disperso dall'Europa all'India durante l'Ypresiano inferiore (Solé et al., 2020).
Frugivastodon cristatus venne descritto per la prima volta nel 2005, sulla base di un singolo molare inferiore rinvenuto nella formazione di Cambay nella miniera di lignite di Vastan, nel Gujarat in India, in terreni risalenti all'inizio dell'Eocene. Successivamente, altri resti un po' più completi vennero ritrovati nella medesima formazione e nel medesimo sito, e permisero una classificazione più precisa. Frugivastodon è tuttora l'unico apatoterio asiatico noto.